# Placebo
 For alternative betydninger, se Placebo (flertydig). (Se også artikler, som begynder med Placebo)
Placeboeffekten kaldes den virkning, patienter får, når de føler sig bedre efter at have modtaget stoffer og behandlinger, som beviseligt ikke har nogen medicinsk virkning. Det klassiske eksempel er blindtest, hvor nogle forsøgspersoner føler en markant og målbar bedring i deres tilstand, selv om de har fået kalktabletter i stedet for den rigtige medicin eller test-medicinen.
Hróbjartsson og Peter Gøtzsches forskning i 2001 og 2004 viste, at effekten primært er psykisk og midlertidig, uden nogen signifikant længerevarende indvirkning på reel biologiske sygdom. Misbruget af placebomidler i klinisk praksis er ofte betragtet som uetisk vildledning af patienter, og kan føre til farlige situationer, hvor patienter tror, at de er raske, og derfor undlader at søge rigtig behandling. Det misbrug er også en hovedingrediens i mange former for kvaksalveri. På den anden side er brugen af placebomidler en absolut og nødvendig betingelse for at udføre mange former for medicinsk forsøg, og brugen i forsøgssammenhæng betragtes som etisk forsvarligt, så længe forsøgspersoner er underrettet på korrekt vis.
Til afprøvning af lægemidlers virkning benyttes ofte placebo ved dobbelte blindtest over for lægemidlet, der ønskes undersøgt. I de blindtest sigtes der efter, at både patienter og de fleste læger, der indgår i forsøget, er uvidende om, hvorvidt patienten får det aktive lægemiddel eller placebobehandlingen. Her kan problemet være, at lægemidlet har så markante bivirkninger, at det umiddelbart er klart for patienterne og lægerne, hvem der har fået hvad. En måde at undgå det på er med såkaldt aktiv placebo, hvor placebobehandlingen ikke indeholder det aktive lægemiddel, men et uvirksomt stof, der søger at efterligne det aktive stofs bivirkninger.
Professor ved Aarhus Universitet Lene Vase Toft er i samarbejde med to udenlandske forskere i gang med at undersøge mulighederne for at bruge placebo-effekten som en medicinsk behandlingsform.
Nocebo. Nocebo-effekten er placebo-effektens negative modstykke, der får os til at føle os mere syge. Den kan ses, når patienter får uvirksom medicin (som en kalktablet) og alligevel oplever bivirkninger, som er forbundet med "rigtig" medicin.